# 第53回全国高等学校野球選手権大会
第53回全国高等学校野球選手権大会（だい53かいぜんこくこうとうがっこうやきゅうせんしゅけんたいかい）は、1971年8月7日から8月16日までの10日間にわたり阪神甲子園球場で行われた全国高等学校野球選手権大会である。

## 代表校
| 地方大会 | 代表校   | 出場回数      |
| -------- | -------- | ------------- |
| 北北海道 | 留萌     | 初出場        |
| 南北海道 | 北海     | 2年連続27回目 |
| 北奥羽   | 花巻北   | 5年ぶり3回目  |
| 西奥羽   | 秋田市立 | 3年ぶり2回目  |
| 東北     | 磐城     | 2年連続4回目  |
| 北関東   | 高崎商   | 2年連続6回目  |
| 西関東   | 深谷商   | 初出場        |
| 東関東   | 銚子商   | 2年連続6回目  |
| 東京     | 日大一   | 4年連続5回目  |
| 神奈川   | 桐蔭学園 | 初出場        |
| 長野     | 須坂商   | 初出場        |
| 北越     | 高岡商   | 3年ぶり7回目  |
| 北陸     | 美方     | 初出場        |
| 静岡     | 静岡学園 | 初出場        |
| 愛知     | 東邦     | 3年連続6回目  |

| 地方大会 | 代表校     | 出場回数      |
| -------- | ---------- | ------------- |
| 三岐     | 県岐阜商   | 7年ぶり11回目 |
| 京滋     | 比叡山     | 初出場        |
| 紀和     | 郡山       | 5年ぶり3回目  |
| 大阪     | PL学園     | 2年連続3回目  |
| 兵庫     | 報徳学園   | 4年ぶり5回目  |
| 東中国   | 岡山東商   | 2年連続6回目  |
| 広島     | 広陵       | 2年ぶり13回目 |
| 西中国   | 浜田       | 3年ぶり2回目  |
| 北四国   | 今治西     | 8年ぶり3回目  |
| 南四国   | 池田       | 初出場        |
| 福岡     | 筑紫工     | 初出場        |
| 西九州   | 海星       | 3年ぶり8回目  |
| 中九州   | 鶴崎工     | 初出場        |
| 南九州   | 都城農     | 初出場        |
| 鹿児島   | 鹿児島玉龍 | 6年ぶり4回目  |

## 試合結果

### 1回戦
8月7日
- 県岐阜商 1 - 0 留萌
- 筑紫工 3 - 2 広陵（延長10回）
- 美方 3 - 1 北海

8月8日
- 桐蔭学園 2 - 0 東邦
- 今治西 4x - 3 須坂商
- 郡山 8 - 3 PL学園
- 鹿児島玉龍 12 - 0 花巻北

8月9日
- 高岡商 2 - 0 比叡山
- 銚子商 3x - 2 深谷商（延長10回）
- 海星 4 - 1 高崎商

8月10日
- 報徳学園 7 - 0 秋田市立
- 池田 5 - 4 浜田
- 岡山東商 3 - 1 都城農

8月11日
- 静岡学園 5 - 1 鶴崎工

### 2回戦
- 磐城 1 - 0 日大一
- 銚子商 3x - 2 筑紫工（延長10回）

8月12日
- 静岡学園 14 - 1 高岡商
- 桐蔭学園 6 - 0 海星
- 鹿児島玉龍 6 - 4 今治西

8月13日
- 岡山東商 5 - 3 報徳学園
- 県岐阜商 8 - 1 池田
- 郡山 6 - 0 美方

### 準々決勝
8月14日
- 桐蔭学園 1 - 0 鹿児島玉龍
- 磐城 3 - 0 静岡学園
- 郡山 3x - 2 銚子商
- 岡山東商 1 - 0 県岐阜商

### 準決勝
8月15日
- 桐蔭学園 5 - 2 岡山東商
- 磐城 4 - 0 郡山

### 決勝
8月16日
|          | 1 | 2 | 3 | 4 | 5 | 6 | 7 | 8 | 9 | R | H | E |
| -------- | - | - | - | - | - | - | - | - | - | - | - | - |
| 磐城     | 0 | 0 | 0 | 0 | 0 | 0 | 0 | 0 | 0 | 0 | 4 | 0 |
| 桐蔭学園 | 0 | 0 | 0 | 0 | 0 | 0 | 1 | 0 | X | 1 | 7 | 2 |

1. （磐）：田村 - 野村
2. （桐）：大塚 - 土屋
3. 審判
［球審］郷司
［塁審］中西・鈴木・三宅
4. 試合時間：1時間49分

## 大会本塁打
- 第1号：柏原恒男（銚子商）
- 第2号：左海道久（海星）
- 第3号：柏原恒男（銚子商）
- 第4号：延原良昭（報徳学園）
- 第5号：稲山正則（県岐阜商）

## その他の主な出場選手
- 竹内広明（深谷商）
- 根本隆（銚子商）
- 保坂英二（日大一）
- 水谷啓昭（東邦）
- 福田功（郡山）
- 行沢久隆（PL学園）
- 松本匡史（報徳学園）
- 岡義朗（岡山東商）
- ケネス・ハワード・ライト（岡山東商）
- 梨田昌孝（浜田）
- 鶴崎茂樹（筑紫工）
- 松尾格（海星）
- 藤沢哲也（鶴崎工）